# Santi Antonio Abate e Paolo Eremita
I Santi Antonio Abate e Paolo Eremita è un dipinto di Diego Velázquez, a olio su tela (257x188 cm), realizzato tra il 1634 ed il 1660. Oggi quest'opera è conservata al Museo del Prado.